# Bistahieversor
Bistahieversor – rodzaj tyranozauroida żyjącego w późnej kredzie w Ameryce Północnej. Został opisany w 2010 roku przez Thomasa Carra i Thomasa Williamsona w oparciu o połączone stawowo czaszkę i szkielet dorosłego osobnika (NMMNH P-27469) odkryte w datowanych na górny kampan osadach formacji Kirtland w Bisti/De-Na-Zin na północnym zachodzie stanu Nowy Meksyk. Do rodzaju Bistahieversor przypisano również inne szczątki, w tym niekompletną czaszkę i szkielet osobnika młodocianego, odnalezione w Nowym Meksyku. Niektóre spośród tych skamieniałości Lehman i Carpenter początkowo uznali za należące prawdopodobnie do przedstawicieli gatunku Aublysodon mirandus. Według Carra i Williamsona (2000) reprezentowały one gatunek z rodzaju Daspletosaurus. W 2004 roku autorzy stwierdzili, że reprezentują one nowy rodzaj tyranozauroida, jednak wówczas nie nadali mu nazwy. Zasięg występowania daspletozaura prawdopodobnie nie sięgał na południe dalej niż obecne tereny Montany, więc Bistahieversor jest jedynym znanym późnokampańskim tyranozauroidem z Nowego Meksyku.
Bistahieversor osiągał duże rozmiary – czaszka holotypu mierzy około 107 cm długości. Budowa osobnika młodocianego dowodzi, że wzrost lub związane z wielkością zwierzęcia cechy czaszki Bistahieversor są zgodne z różnicami pomiędzy osobnikami juwenilnymi a dorosłymi bardziej zaawansowanych tyranozauroidów, takich jak gorgozaur lub tyranozaur. Według analizy filogenetycznej przeprowadzonej przez Carra i Williamsona Bistahieversor znajduje się na kladogramie w nierozwikłanej politomii z appalachiozaurem, alioramem, dryptozaurem i grupą Tyrannosauridae. Bistahieversor miał głęboki pysk, co według Carra i Williamsona sugeruje, że – podobnie jak zaawansowane tyranozaury – miał niewielkie kończyny przednie. Według autorów głęboki pysk mógł wyewoluować u tyranozauroidów takich jak Bistahieversor w kampanie, jednak spekulują oni, że podobnie głęboki pysk mógł mieć również Raptorex, co dowodziłoby, że tego typu przystosowanie wyewoluowało znacznie wcześniej w Azji, a nie w Ameryce Północnej.
Podobny rezultat do analizy przeprowadzonej przez Carra i Williamsona dała analiza filogenetyczna przeprowadzona przez Brusattego i współpracowników (2010); wynika z niej, że Bistahieversor był taksonem siostrzanym do rodziny Tyrannosauridae. Inny rezultat dała natomiast analiza filogenetyczna przeprowadzona przez Loewena i współpracowników (2013). Wynika z niej, że Bistahieversor należał do rodziny Tyrannosauridae i podrodziny Tyrannosaurinae; według tej analizy jest on taksonem siostrzanym do kladu obejmującego rodzaje Lythronax, Zhuchengtyrannus, Tarbosaurus i Tyrannosaurus.
Nazwa Bistahieversor pochodzi od obszaru Bisti oraz łacińskiego słowa eversor, oznaczającego „niszczyciel”, odnoszącego się do drapieżnictwa dinozaura. Nazwa gatunkowa gatunku typowego, sealeyi, honoruje Paula Sealeya, który odnalazł holotyp.